# Tomelilla
Tomelilla ist ein Ort (tätort) in der Provinz Skåne län und der historischen Provinz Schonen, Schweden. Er ist Hauptort der gleichnamigen Gemeinde.

## Geschichte

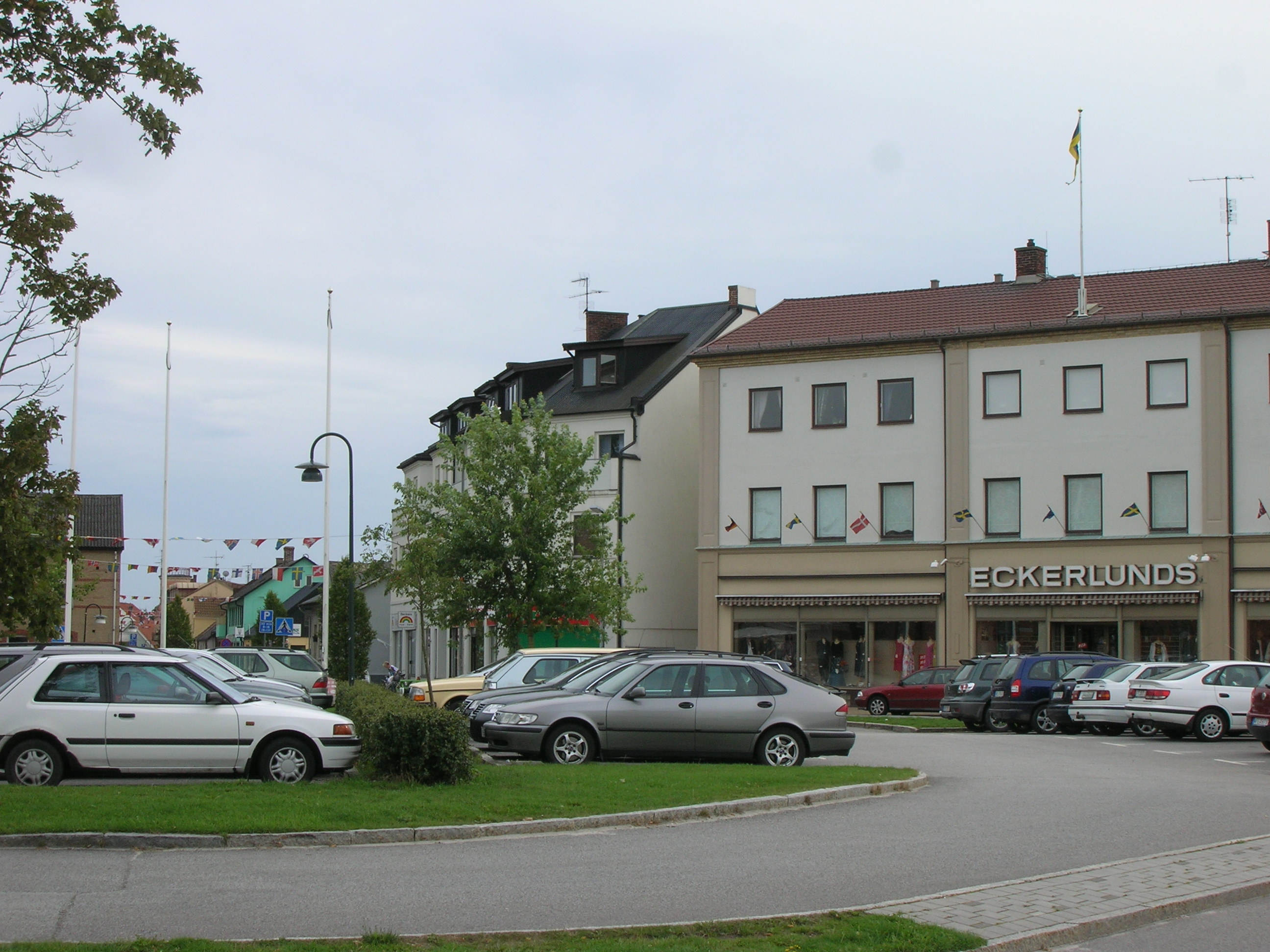
Das Zentrum von Tomelilla

Bis zur Eröffnung der Eisenbahnlinie von Ystad nach Eslöv 1866 war der Ort noch ein Dorf, danach begann er langsam zu wachsen, bis er schließlich 1921 zur Minderstadt (köping) erhoben wurde. Der Ort war bis zu den Stilllegungen in den 1960er und 1970er Jahren ein wichtiger Eisenbahnknoten mit Verbindungen in fünf Richtungen. Übrig geblieben sind die Strecken nach Malmö (fährt über Ystad) und Simrishamn. Mit der Elektrifizierung der Strecke fährt seit 2003 auch der Pågatåg nach Tomelilla. Zuvor wurden Dieselloks eingesetzt und die Strecke wurde unter dem Namen Österlenaren betrieben.

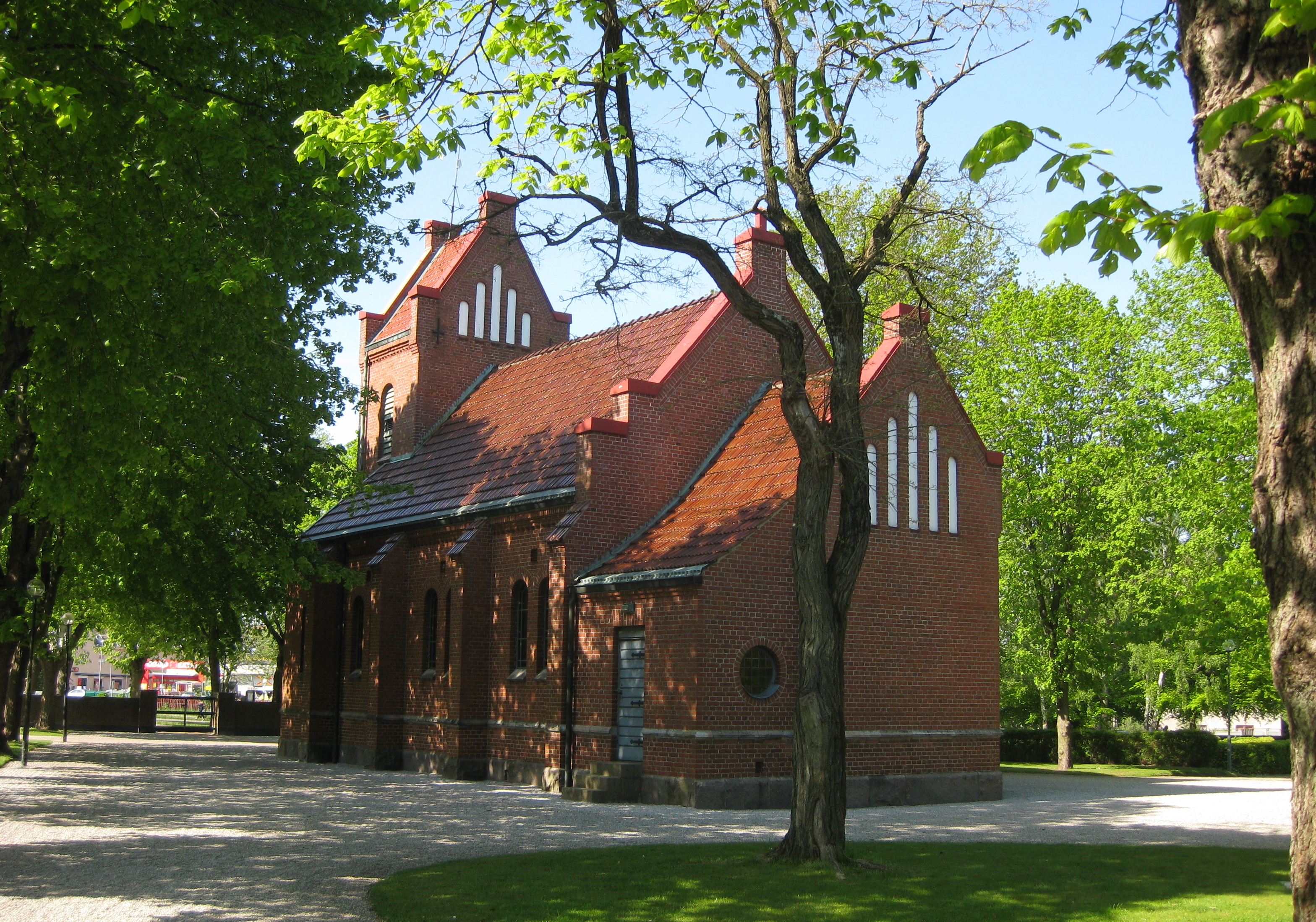
Kirche von Tomelilla

## Gasförderung
Der Konzern Shell plant, auf dem Gebiet der Gemeinde Tomelilla Erdgas zu fördern. Dagegen richten sich Proteste einer Bürgerinitiative.

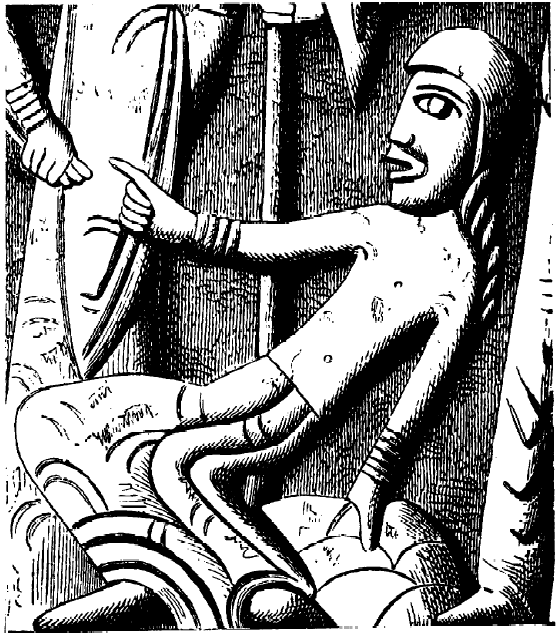
Zeichnung eines Details des Taufbeckens der Kirche von Tryde

## Sehenswürdigkeiten
Sehenswert ist das um 1160 entstandene romanische Taufbecken der (abgerissenen und 1868 neu erbauten) Kirche im Ortsteil Tryde, das als Meisterwerk von Meister Majestatis gilt.

## Söhne und Töchter des Ortes
- Signe Persson-Melin (1925–2022), Designerin
- Staffan Valdemar Holm (* 1958), Intendant am Düsseldorfer Schauspielhaus
- Anders Andersson (* 1974), Fußballspieler
- Martin Tingvall (* 1974), Jazzmusiker und Songwriter
- Jimmy Eriksson (* 1991), Rennfahrer